# Sepmes
Sepmes ist eine französische Gemeinde mit 605 Einwohnern (Stand: 1. Januar 2022) im Département Indre-et-Loire in der Region Centre-Val de Loire; sie gehört zum Arrondissement Loches und zum Kanton Descartes. Die Einwohner werden Sepmois genannt.

## Geographie
Sepmes liegt etwa 35 Kilometer südlich von Tours. Umgeben wird Sepmes von den Nachbargemeinden Sainte-Maure-de-Touraine im Norden und Nordwesten, Bossée im Nordosten, Bournan im Osten, Civray-sur-Esves im Süden und Südosten, Marcé-sur-Esves im Süden und Südwesten sowie Draché im Westen.
Das Gemeindegebiet wird vom Fluss Manse durchquert, hier entspringt auch das Flüsschen Réveillon. Beide sind Zuflüsse der Vienne. An der südlichen Gemeindegrenze verläuft die Esves zur Creuse.

## Bevölkerungsentwicklung
| Jahr                      | 1962 | 1968 | 1975 | 1982 | 1990 | 1999 | 2006 | 2013 |
| Einwohner                 | 746  | 655  | 547  | 519  | 598  | 645  | 642  | 660  |
| Quelle: Cassini und INSEE |      |      |      |      |      |      |      |      |

## Sehenswürdigkeiten
- Kirche Notre-Dame, seit 2010 Monument historique
- Schloss Sepmes aus dem 16. Jahrhundert, seit 1977 Monument historique
- Schloss La  Roche-Ploquin, ursprünglich aus dem 13. Jahrhundert, Umbauten aus dem 15. und 18. Jahrhundert

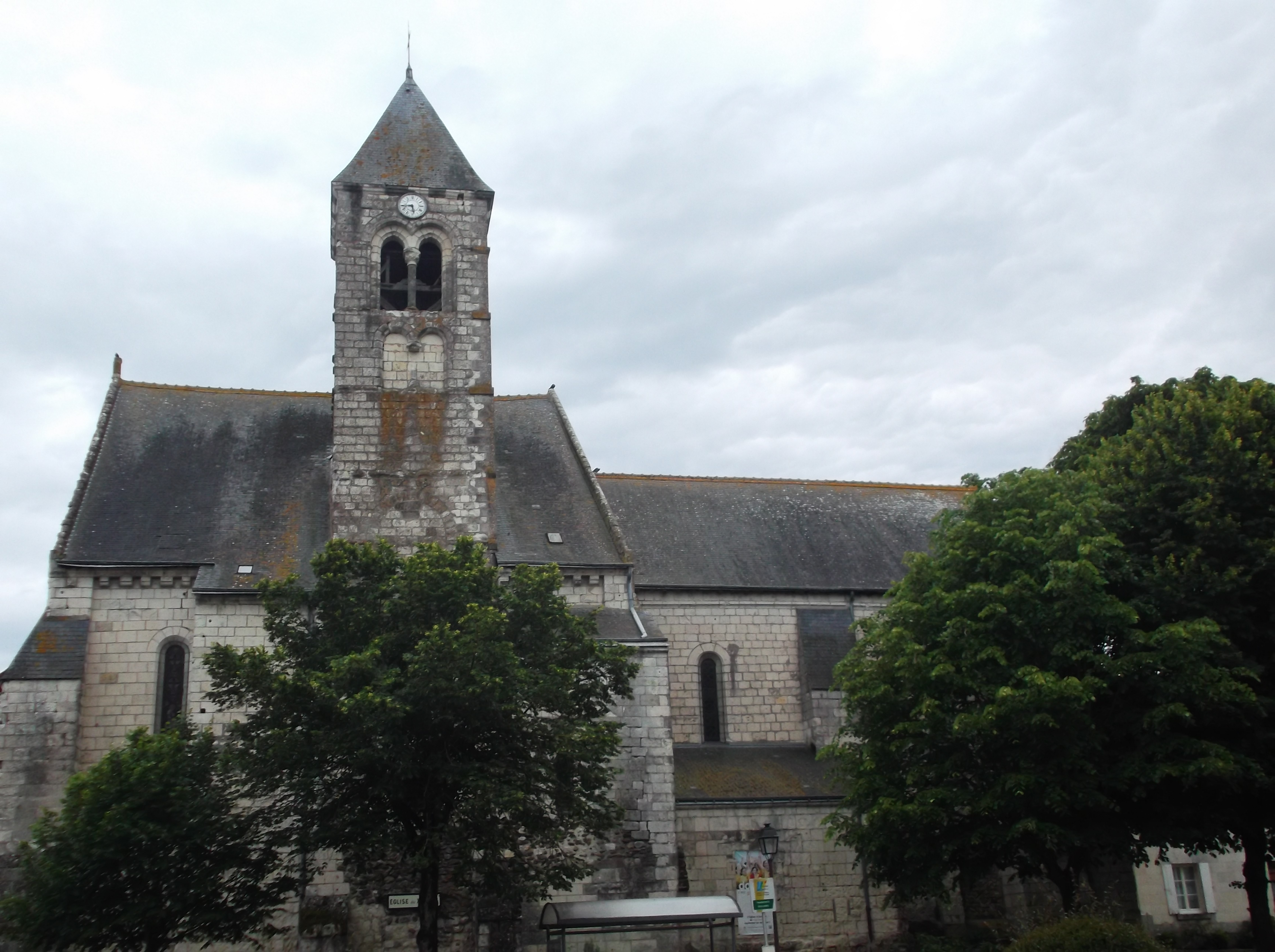
Kirche Notre-Dame